# Eddy Planckaert
Eddy Planckaert (født 22. september 1958 i Nevele) er en tidligere professionel landevejscykelrytter fra Belgien.
Eddy er bror til følgende cykelryttere: Willy og Walter Planckaert.